# Referendum in Ghana 1992
Das Referendum in Ghana 1992 war im Jahr 1992 eine Abstimmung in Ghana. Hier sollte das Volk über die vierte Verfassung Ghanas abstimmen. Insgesamt stimmten von 8.255.690 Wahlberechtigten 3.680.974 Wähler über die Verfassung ab. Der Volksentscheid wurde am 28. April 1992 durchgeführt.
Die vorgelegte Verfassung wurde mit einer breiten Mehrheit von über 92 % der Stimmen angenommen und ist seither Verfassungsgrundlage Ghanas. Wichtige Elemente der neuen Verfassung war die Einführung einer Präsidialrepublik sowie ein Mehrparteiensystem.
| Abstimmverhalten                    | Stimmen   | %       |
| ----------------------------------- | --------- | ------- |
| Ja                                  | 3.408.119 | 92,59 % |
| Nein                                | 272.855   | 07,41 % |
| Quelle: africanelections.tripod.com |           |         |